# 太符观
37°20′39″N 111°55′04″E / 37.34417°N 111.91778°E
太符观位于中国山西省汾阳市杏花村镇上庙村，2001年被列为第五批全国重点文物保护单位。
太符观建于金承安五年（1200年），现存建筑中大殿为金代原构，余为明代所建。整体建筑坐北朝南，南北长177.5米，东西宽50米，有两进院落，由南至北有照壁、牌楼、倒座戏台（下层为山门，两侧有关帝庙、二郎殿）、昊天玉皇上帝殿（两侧有后土圣母殿、五岳殿）等建筑。大殿即昊天玉皇上帝殿，面阔进深均为三间，单檐歇山顶，殿内有明代塑像。